# Torre de televisió de Bakú
La Torre de Televisió de Bakú (en àzeri: Televiziya Qülləsi, Torre de Telecomunicacions de Bakú o Torre Àzeri), és una torre de telecomunicacions construïda el 1996 a Bakú la capital de l'Azerbaidjan. Està construïda de formigó, amb una alçada de 310 metres és l'estructura més alta de l'Azerbaidjan.
La torre s'ha convertit en un dels símbols més importants de Bakú, i serveix de rerefons per a moltes de les pel·lícules ambientades a la ciutat.

## Història
La torre de televisió va ser dissenyada sobre la base de la decisió del Consell de Ministres de l'URSS després de l'ordre del Ministeri de Comunicacions de l'Institut Estatal de l'Azerbaidjan del Ministeri de Comunicacions de l'URSS. Les obres de construcció van començar el 1979 i, segons el pla de construcció del projecte, havia d'haver acabat el 1985. Després del retorn de Heydar Aliyev al poder el 1993, es va continuar la construcció de la torre i el 1996 amb la seva participació, es va dur a terme la cerimònia oficial d'obertura del complex.
El 2008 es va inaugurar un restaurant giratori a la planta 62 (175 metres) de la torre de televisió.

## Aparença
De tant en tant, la il·luminació de la torre de televisió de Bakú canvia amb una decoració específica i única per a esdeveniments especials. Alguns esdeveniments anuals fan que la torre estigui especialment il·luminada. Alguns trams alternatius de la torre es van il·luminar en blau, vermell i verd, com en la tradicional bandera de l'Azerbaidjan per a celebrar les festes nacionals. La torre també ha tingut diversos arranjaments d'il·luminació especials per a l'Any Nou des del 2004.